# Червеният апартамент
Червеният апартамент е частен музей в София, посветен на бита на българина от времето на комунизма през периода 1944 – 1989 г.
Музеят е открит на 8 април 2019 година.